# Hongaarse parlementsverkiezingen 1949

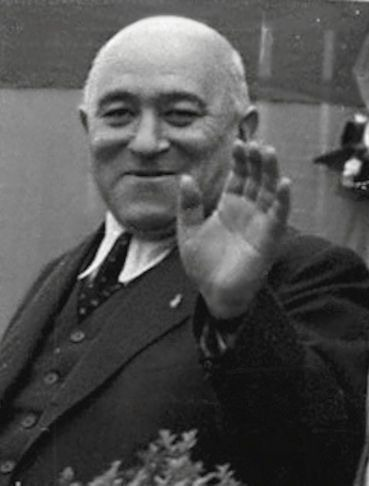
Mátyás Rákosi (1892-1971), de partijsecretaris van de Hongaarse Werkerspartij (MDP) en werkelijke machthebber van Hongarije

De Hongaarse parlementsverkiezingen van 1949 vonden op 15 mei van dat jaar plaats. De lijst van het Hongaars Onafhankelijkheidsfront (MFN) dat gedomineerd werd door de communistische Hongaarse Werkerspartij (MDP) kreeg 97% van de stemmen. Omgerekend in zetels gingen alle 402 zetels in het parlement naar de bij het FMN aangesloten partijen. Na de verkiezingen werd een coalitieregering gevormd onder leiding van István Dobi van de Partij van Kleine Landbouwers (FKgP); sleutelposten gingen naar ministers van communistische huize. Drie maanden na de verkiezingen werd Hongarije een volksrepubliek, waarna scholen en bedrijven werden genationaliseerd en collectivisatie van de landbouw werd doorgevoerd. Andere partijen dan de MDP werden gedwongen zichzelf op te heffen.

## Uitslag
| Partij                                               | Stemmen   | %       | Zetels    |
| ---------------------------------------------------- | --------- | ------- | --------- |
| Hongaarse Werkerspartij (MDP)                        | -         | -       | 285 / 402 |
| Partij van Kleine Landbouwers (FKgP)                 | -         | -       | 62 / 402  |
| Nationale Boerenpartij (NPP)                         | -         | -       | 39 / 402  |
| Onafhankelijke Hongaarse Democratische Partij (FMDP) | -         | -       | 10 / 402  |
| Hongaarse Radicale Partij (MRP)                      | -         | -       | 4 / 402   |
| Partijloze kandidaten                                | -         | -       | 2 / 402   |
| Totaal MFN                                           | 5.478.515 | 97,1%   | 402 / 402 |
| Tegen                                                | 165.283   | 2,9%    | 0 / 402   |
| Totaal                                               | 5.730.519 | 100,00% | 402       |
|                                                      |           |         |           |
| Geldige stemmen                                      | -         | -       |           |
| Blanco/ ongeldige stemmen                            | 86.721    | -       |           |
| Totaal uitgebrachte stemmen                          | 5.730.519 | 100,00% |           |
| Geregistreerde kiezers/ opkomst                      | 6.053.972 | 94,7%   |           |
| Bron: Nohlen & Stöver                                |           |         |           |